# Бад-асия
Бад-асия — раскопанные руины замка VIII—IX века в окрестностях Пайкенда (Узбекистан). От двухэтажного, квадратного в плане здания сохранился нижний этаж.
Построенный на раннем этапе исламизации Средней Азии, замок Бад-асия принадлежит прошлой, уходящей эпохе. Его ближайшие аналоги — замки Балалык-тепе (второй период) и Джумалак-тепе, постройки VI—VII веков. Так же, как в этих зданиях, большинство помещений Бад-асия имели деревянные балочные перекрытия где господствовали своды и купола. Отсутствуют данные о его внешнем облике. В организации плана замка обращает на себя внимание гармоничное сочетание вестибюля и приёмного зала, лежащих на общей оси со входом. По словам учёного: «замкнутые в общий прямоугольник стен, оба эти помещения связаны осевым проходом и составили бы анфиладную группу, если бы не искусственное замыкание входа в зал с помощью тамбурной стенки».
Помещения Бад-асия были украшены росписями с орнаментальными мотивами. Сохранившиеся фрагменты этих росписей не были опубликованы.
В замке, почти в геометрическом центре плана, расположен продолговатый приёмный зал размером около 7Х4 метров с характерными и часто встречающимися пропорциями — 1:1,732. Находящий на южной стороне вход в зал был оборудован коленчатым тамбуром, исключавшим прямой проход. Тамбур способствовал ценимой здесь изоляции помещений и маскировал изнутри выход из зала. Входящий должен был свернуть сперва влево, затем вправо, и только после этого попадал в зал, где по трём сторонам вдоль стен тянулись суфы и в глубине, перед северной суфой, возвышался квадратный алтарь.
Вход в зал в виде коленчатого тамбура характерен для архитектуры доисламских замков Средней Азии, а алтарь прямо перед местом хозяина замка — свидетельство того что, хозяин и духовно не порвал с традициями «языческого» прошлого, всё ещё верен религии предков. Этим традициям следует и общая планировка здания. С двух сторон к залу примыкает обширный кулуар, с третьей стороны — большое помещение той же 4-метровой ширины, что и зал, но значительно более длинное. Повсюду вдоль стен тянутся суфы. Входная группа помещений состоит из вестибюля и соседней с ним комнаты тех же размеров и пропорций, уже тоже встречавшихся учёным — 1:0,866.
Справа от вестибюля, за начинающимся здесь «Г»-образным кулуаром лежит вход на лестницу, которая спирально обвивалась вокруг прямоугольного столба, — прём, тоже характерный для замков доисламской эпохи. Ещё двумя комнатами одинаковой 2-метровой ширины, лежавшими за лестницей на восточной стороне — маленькой, с угловой суфой, и коридорообразной — завершается число помещений сохранившегося нижнего этажа. Фасадные поверхности стен замка не сохранились и первоначальная толщина их неизвестна. Но внутреннее пространство здания довольно точно вписывается в квадратную метрическую сетку с ячейками размером 113 сантиметров — это близко размеру «шахского гяза» (110—111 см), употреблявшегося в Средней Азии ещё в доисламское время.
Внутренняя ширина здания равна 14 единицам, толщина большинства внутренних стен — 1 единице, длина и ширина зала — соответственно 6 и 3,5 единицам. Длина и ширина вестибюля и соседнего с ним помещения составляют 3,5 и 3 единицы.